# Pfändungstabelle
Die Pfändungstabelle legt in Deutschland die Pfändungsgrenzen für das persönliche monatliche Arbeits- oder Sozialeinkommen fest. Diese Beträge darf der Schuldner trotz Pfändung behalten, damit diesem und seinen Angehörigen ein Existenzminimum zum Leben zur Verfügung steht, und wird regelmäßig im Bundesgesetzblatt bekannt gegeben.
Die Pfändungsfreigrenzen sind von der Anzahl der unterhaltsberechtigten Familienangehörigen, d. h., den Familienangehörigen, denen der Schuldner Unterhalt leisten muss, abhängig. Dabei gibt es bis zu einer bestimmten Einkommenshöhe zunächst den Pfändungsfreibetrag. Wenn das Arbeitseinkommen über diesem Pfändungsfreibetrag liegt, wird dieser Teil bis zu einer bestimmten Höhe zwischen Gläubiger und Schuldner geteilt. Das soll den Schuldner motivieren, mehr Einkommen zu erzielen. Alles was der Schuldner über der Einkommensobergrenze (seit dem 1. Juli 2021: 3.840,08 €) verdient, wird komplett an den Gläubiger bzw. Insolvenzverwalter abgeführt. Bei einem Pfändungsschutzkonto kommt in der Regel nur der jeweilige unpfändbare Grundbetrag (seit dem 1. Juli 2021: 1.252,64 €) zur Anwendung.
Die amtlich festgelegte Pfändungstabelle wird jedes Jahr an die gestiegenen Lebenshaltungskosten angepasst. Bis 2021 wurde diese Anpassung alle zwei Jahre vorgenommen.

## Tabelle (Juli 2021 bis Juni 2022)
Diese Tabelle – hier auszugsweise dargestellt – gilt nur für Deutschland (§ 850c ZPO).
| Monatliches Netto-Einkommen | Monatliches Netto-Einkommen | Pfändbarer Betrag nach Anzahl unterhaltsberechtigter Personen | Pfändbarer Betrag nach Anzahl unterhaltsberechtigter Personen | Pfändbarer Betrag nach Anzahl unterhaltsberechtigter Personen | Pfändbarer Betrag nach Anzahl unterhaltsberechtigter Personen | Pfändbarer Betrag nach Anzahl unterhaltsberechtigter Personen | Pfändbarer Betrag nach Anzahl unterhaltsberechtigter Personen |
| von Euro                    | bis Euro                    | Allein (€)                                                    | 1 Person (€)                                                  | 2 Person (€)                                                  | 3 Person (€)                                                  | 4 Person (€)                                                  | 5 Person (€)                                                  |
| --------------------------- | --------------------------- | ------------------------------------------------------------- | ------------------------------------------------------------- | ------------------------------------------------------------- | ------------------------------------------------------------- | ------------------------------------------------------------- | ------------------------------------------------------------- |
| 0,00                        | 1.259,99                    | 0,00                                                          | 0,00                                                          | 0,00                                                          | 0,00                                                          | 0,00                                                          | 0,00                                                          |
| 1.260,00                    | 1.269,99                    | 5,15                                                          | 0,00                                                          | 0,00                                                          | 0,00                                                          | 0,00                                                          | 0,00                                                          |
| 1.270,00                    | 1.279,99                    | 12,15                                                         | 0,00                                                          | 0,00                                                          | 0,00                                                          | 0,00                                                          | 0,00                                                          |
| 1.280,00                    | 1.289,99                    | 19,15                                                         | 0,00                                                          | 0,00                                                          | 0,00                                                          | 0,00                                                          | 0,00                                                          |
| …                           | …                           | …                                                             | …                                                             | …                                                             | …                                                             | …                                                             | …                                                             |
| 1.730,00                    | 1.739,99                    | 334,15                                                        | 2,96                                                          | 0,00                                                          | 0,00                                                          | 0,00                                                          | 0,00                                                          |
| 1.740,00                    | 1.749,99                    | 341,15                                                        | 7,96                                                          | 0,00                                                          | 0,00                                                          | 0,00                                                          | 0,00                                                          |
| 1.750,00                    | 1.759,99                    | 348,15                                                        | 12,96                                                         | 0,00                                                          | 0,00                                                          | 0,00                                                          | 0,00                                                          |
| …                           | …                           | …                                                             | …                                                             | …                                                             | …                                                             | …                                                             | …                                                             |
| 1.990,00                    | 1.999,99                    | 516,15                                                        | 132,96                                                        | 1,31                                                          | 0,00                                                          | 0,00                                                          | 0,00                                                          |
| 2.000,00                    | 2.009,99                    | 523,15                                                        | 137,96                                                        | 5,31                                                          | 0,00                                                          | 0,00                                                          | 0,00                                                          |
| 2.010,00                    | 2.019,99                    | 530,15                                                        | 142,96                                                        | 9,31                                                          | 0,00                                                          | 0,00                                                          | 0,00                                                          |
| …                           | …                           | …                                                             | …                                                             | …                                                             | …                                                             | …                                                             | …                                                             |
| 2.250,00                    | 2.259,99                    | 698,15                                                        | 262,96                                                        | 105,31                                                        | 0,19                                                          | 0,00                                                          | 0,00                                                          |
| 2.260,00                    | 2.269,99                    | 705,15                                                        | 267,96                                                        | 109,31                                                        | 3,19                                                          | 0,00                                                          | 0,00                                                          |
| 2.270,00                    | 2.279,99                    | 712,15                                                        | 272,96                                                        | 113,31                                                        | 6,19                                                          | 0,00                                                          | 0,00                                                          |
| …                           | …                           | …                                                             | …                                                             | …                                                             | …                                                             | …                                                             | …                                                             |
| 2.520,00                    | 2.529,99                    | 887,15                                                        | 397,96                                                        | 213,31                                                        | 81,19                                                         | 1,59                                                          | 0,00                                                          |
| 2.530,00                    | 2.539,99                    | 894,15                                                        | 402,96                                                        | 217,31                                                        | 84,19                                                         | 3,59                                                          | 0,00                                                          |
| 2.540,00                    | 2.549,99                    | 901,15                                                        | 407,96                                                        | 221,31                                                        | 87,19                                                         | 5,59                                                          | 0,00                                                          |
| …                           | …                           | …                                                             | …                                                             | …                                                             | …                                                             | …                                                             | …                                                             |
| 2.780,00                    | 2.789,99                    | 1.069,15                                                      | 527,96                                                        | 317,31                                                        | 159,19                                                        | 53,59                                                         | 0,53                                                          |
| 2.790,00                    | 2.799,99                    | 1.076,15                                                      | 532,96                                                        | 321,31                                                        | 162,19                                                        | 55,59                                                         | 1,53                                                          |
| 2.800,00                    | 2.809,99                    | 1.083,15                                                      | 537,96                                                        | 325,31                                                        | 165,19                                                        | 57,19                                                         | 2,53                                                          |
| …                           | …                           | …                                                             | …                                                             | …                                                             | …                                                             | …                                                             | …                                                             |

Alle Beträge über 3.840,08 Euro sind voll pfändbar.
- Bei Alleinlebenden ohne Unterhaltsverpflichtungen darf erst ab einem monatlichen Netto-Einkommen von 1.260,00 € gepfändet werden (beginnend mit 5,15 €). 10,00 € Mehrverdienst führen zu einer Erhöhung des pfändbaren Betrags um 7,00 €.
- Bei Schuldnern mit einer Unterhaltspflicht darf ab 1.760,00 € gepfändet werden (beginnend mit 2,96 €). 10,00 € Mehrverdienst führen zu einer Erhöhung des pfändbaren Betrags um 5,00 €.
- Bei Schuldnern mit zwei Unterhaltspflichten darf ab 1.990,00 € gepfändet werden (beginnend mit 1,31 €). 10,00 € Mehrverdienst führen zu einer Erhöhung des pfändbaren Betrags um 4,00 €.
- Bei Schuldnern mit drei Unterhaltspflichten darf ab 2.250,00 € gepfändet werden (beginnend mit 0,19 €). 10,00 € Mehrverdienst führen zu einer Erhöhung des pfändbaren Betrags um 3,00 €.
- Bei Schuldnern mit vier Unterhaltspflichten darf ab 2.520,00 € gepfändet werden (beginnend mit 1,59 €). 10,00 € Mehrverdienst führen zu einer Erhöhung des pfändbaren Betrags um 2,00 €.
- Bei Schuldnern mit fünf Unterhaltspflichten darf ab 2.780,00 € gepfändet werden (beginnend mit 0,53 €). 10,00 € Mehrverdienst führen zu einer Erhöhung des pfändbaren Betrags um 1,00 €.

Beispiele zum besseren Verständnis:
- Bei einem Netto-Einkommen von 1.755,00 € und einer unterhaltsberechtigten Person werden 12,96 € gepfändet.
- Bei einem Netto-Einkommen von 2.262,00 € ohne Unterhaltspflichten werden 705,15 € gepfändet.
- Bei einem Netto-Einkommen von 2.809,00 € und vier unterhaltsberechtigten Personen werden 57,19 € gepfändet.

## Zusammenhänge und Gesetze
Bei dieser Art der Zwangsvollstreckung handelt es sich um eine Pfändung bei einem Drittschuldner, also einer natürlichen oder juristischen Person, die ihrerseits dem Schuldner etwas schuldet, z. B. als Arbeitgeber. Das ganze geschieht mit Hilfe eines Pfändungs- und Überweisungsbeschlusses (PfÜB), in welchem sowohl der Schuldner als auch der Drittschuldner zu benennen sind.
Am bekanntesten sind in diesem Zusammenhang zu nennen:
- Lohn- und Gehaltspfändung
- Pfändung laufender Sozialleistungen
- Pfändung von Kontoguthaben
- Pfändung von Lebensversicherungsansprüchen
- Pfändung von Schadensersatzansprüchen.

Bei der Pfändung von Lohn- und Gehaltsansprüchen sind zum Schutze des Schuldners die Freigrenzen aufgrund der Pfändungstabelle (§ 850c ZPO) zu beachten. Die Pfändungstabelle berücksichtigt hierbei auch angemessene Unterhaltspflichten, d. h., der Pfändungsfreibetrag ist bei unverheirateten Personen ohne Kinder geringer als bei bestehenden Unterhaltszahlungspflichten. Wenn allerdings wegen einer dieser Unterhaltspflichten selbst gepfändet wird, gelten die gesetzlichen Freigrenzen nicht. Stattdessen ist dann vom Gericht im Einzelfall ein angemessener Freibetrag, der unterhalb der Tabelle liegt, anzusetzen (§ 850d ZPO).
Laufende Sozialleistungen (Geldleistungen) sind mit Ausnahme von Sozialhilfe wie Arbeitseinkommen pfändbar (§ 54 SGB I). Dies betrifft z. B. Renten, Krankengeld, Arbeitslosengeld usw. Allerdings gilt als Besonderheit, dass keine Sozialhilfebedürftigkeit eintreten darf.
Soweit Kontoguthaben gepfändet wurden, hatte beim Eingang von Sozialleistungen auf einem Girokonto der Kontoinhaber einen 14-tägigen Pfändungsschutz (§ 55 SGB I). D.h., auch wenn das Konto gepfändet wurde, durfte der Kontoinhaber Sozialleistungen binnen 14 Tagen abheben (seit 1. Juli 2010, zuvor 7 Tage; gilt nur, wenn das zu pfändende Konto nicht bereits ein P-Konto ist), erst danach war das entsprechende Guthaben nicht mehr geschützt. Dieser Schutz wurde zum 1. Januar 2012 abgeschafft (§ 55 SGB I ist weggefallen). Seitdem gibt es Pfändungsschutz nur noch über ein P-Konto.